# سهل مكيال (الجميمة)

تعديل مصدري - تعديل

سهل مكيال هي إحدى قرى عزلة ظهاى بمديرية الجميمة التابعة لمحافظة حجة، بلغ تعداد سكانها 148 نسمة حسب تعداد اليمن لعام 2004. ، أما في وقتنا الحاضر فإنه قد ارتفع عدد السكان بشكل تدريجي قليل مقارنة بالماضي .